# Groove Awards
Un Groove Award est un prix attribué par l’organisation Groove Awards pour récompenser des réalisations exceptionnelles dans l'industrie de la musique chrétienne africaine. Les prix sont remis chaque année durant une cérémonie officielle qui a lieu à Nairobi. L'organisation récompense des groupes et artistes dans des catégories variées comme le gospel, le rock chrétien, la CCM, le hip-hop chrétien, et l'urban.

## Histoire

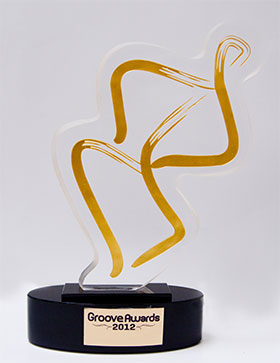
Trophée Groove Awards de 2012

Les premiers Groove Awards se sont déroulés à Nairobi en octobre 2004
,. La cérémonie a lieu annuellement à Nairobi. En 2019, un nouveau système de candidature d’artistes est établi afin de permettre au public de voter pour chaque catégorie .

## Catégories de récompenses
Il y a 19 catégories de récompenses en 2018.  
1. Artiste de l'année
2. Chanson de l'année
3. Teen Choice chanson de l'année
4. Chanson révolutionnaire de l'année
5. Chanson Hiphop de l'année
6. Reggae Ou Chant Ragga de L'année
7. Louange et adoration, chanson de l'année
8. Collabo de l'année
9. Vidéo de l'année
10. Chant de danse de l'année
11. Personnalité de l'année
12. HypeMan / Mc de l'année
13. DJ révolutionnaire de l'année
14. Chanson de l'année, comtés du Rift
15. Chanson de l'année, comtés côtiers
16. Chanson de l'année, comtés de l'Est
17. Chanson de l'année, comtés occidentaux
18. Chanson de l'année, comtés centraux
19. Chanson de l'année, comtés du Nyanza
20. Contributeur exceptionnel de l'année
21. Sonnerie de l'année
22. Auteur-compositeur de l'année